# Länsväg Z 726
Länsväg Z 726 är en övrig länsväg i Bräcke och Östersunds kommuner i Jämtlands län som går mellan småorten Nyhem (Länsväg 323) och tätorten Östersund (E14 vid Brunflo). Vägen är 55 kilometer lång och passerar bland annat småorten Rissna, byn Singsjön och tätorten Lunne.
Den är till större delen belagd med grus, detta med undantag för kortare sträckor vid Nyhem, Rissna, Singsjön och Brunflo som är asfalterade. I Brunflo heter vägen Rissnavägen.
Vägen ansluter till:
- Länsväg 323 (vid Nyhem)
- Länsväg Z 734 (vid Rissna)
- Länsväg Z 741 (vid Singsjön)
- Länsväg Z 740 (vid Lunne)
- Europaväg 14 (vid Brunflo)